# چایکینو
چایکینو (به لاتین: Chaykino) یک منطقهٔ مسکونی در روسیه است که در باشقیرستان واقع شده‌است.